# Daniel Ahmed
Daniel Héctor Ahmed, noto semplicemente come Daniel Ahmed (Buenos Aires, 22 novembre 1965), è un allenatore di calcio ed ex calciatore argentino, di ruolo attaccante, tecnico del Perù U-20.

## Palmarès

### Allenatore
- Campeonato Descentralizado: 1

Sporting Cristal: 2014 (C), 2014, 2015 (A)